# Michael Wilding
Michael Charles Gauntlet Wilding (Leigh-on-Sea, 23 luglio 1912 – Chichester, 8 luglio 1979) è stato un attore britannico.

## Biografia
Wilding trascorse la sua prima infanzia in Russia, dove il padre lavorava come linguista per i Servizi militari britannici d'Informazione. Al rientro in Inghilterra frequentò la Christ's Hospital Blue Coat School.
Originariamente pittore ritrattista, a diciassette anni scoprì di avere una certa predisposizione per la recitazione e iniziò la sua carriera di attore cinematografico debuttando nel 1933 nel film Ottocento romantico. In seguito si fece una certa esperienza recitando con compagnie teatrali e tornò stabilmente al cinema all'inizio degli anni quaranta, diventando una star grazie alle apparizioni a fianco dell'attrice Anna Neagle in pellicole di intrattenimento ambientate nell'alta società. In questi film, diretti prevalentemente dal regista Herbert Wilcox, marito della Neagle, Wilding si fece apprezzare dal pubblico per il suo fascino educato e aristocratico, in ruoli di distinto gentiluomo.
Il suo bell'aspetto e il fascino garbato gli valsero nel 1949 il titolo di attore più popolare in Gran Bretagna, anche se Wilding stesso era il primo ad ammettere i propri limiti di interprete:
(Michael Wilding)
Tra le sue migliori interpretazioni, sono da ricordare Un marito ideale (1947) di Alexander Korda, Il peccato di Lady Considine (1949) e Paura in palcoscenico (1950), entrambi diretti da Alfred Hitchcock. Spostatosi dal Regno Unito a Hollywood, Wilding lavorò spesso negli anni successivi in grosse produzioni come Sinuhe l'egiziano (1954), Il mondo di Suzie Wong (1960), Rose rosse per il führer (1968) e Waterloo (1970), e anche per la televisione.
Fu sposato quattro volte. La prima con Kay Young dal 1937 al 1951; la seconda, con Elizabeth Taylor, di vent'anni più giovane di lui, dal 1952 al 1957, matrimonio al quale l'attore dovette in gran parte la popolarità negli Stati Uniti. Dopo il divorzio dalla Taylor, dalla quale aveva avuto due figli, Michael Jr. (nato nel 1953) e Christopher (nato nel 1955), Wilding si sposò la terza volta con l'ereditiera americana Susan Neill dal 1958 al 1962. L'ultimo matrimonio fu con l'attrice Margaret Leighton, dal 1964 al 1976, anno della morte di lei.
La sua ultima apparizione cinematografica risale al 1972, con un cameo in Peccato d'amore, dove recitava insieme alla moglie Margaret Leighton.
Rimasto vedovo nel gennaio 1976, una domenica di luglio 1979 nella propria abitazione ebbe una caduta dalle scale che si rivelò fatale.

## Filmografia

### Cinema
- Ottocento romantico (Bitter Sweet), regia di Herbert Wilcox (1933)
- Heads We Go, regia di Monty Banks (1933)
- Channel Crossing, regia di Milton Rosmer (1933)
- Late Extra, regia di Albert Parker (1935)
- When Knights Were Bold, regia di Jack Raymond (1936)
- Wedding Group, regia di Alex Bryce, Campbell Gullan (1936)
- Black Eyes, regia di Herbert Brenon (1939)
- There Ain't No Justice, regia di Pen Tennyson (1939)
- Tilly of Bloomsbury, regia di Leslie S. Hiscott (1940)
- Segnali nella nebbia (Convoy), regia di Pen Tennyson (1940)
- Sailors Three, regia di Walter Forde (1940)
- Sailors Don't Care, regia di Oswald Mitchell (1940)
- Mr. Proudfoot Shows a Light, regia di Herbert Mason (1941) (cortometraggio)
- The Farmer's Wife, regia di Leslie Arliss, Norman Lee (1941)
- Spring Meeting, regia di Walter C. Mycroft (1941)
- Kipps, regia di Carol Reed (1941)
- Cottage to Let, regia di Anthony Asquith (1941)
- Ships with Wings, regia di Sergei Nolbandov (1941)
- The Big Blockade, regia di Charles Frend (1942)
- Eroi del mare (In Which We Serve), regia di David Lean (1942)
- Missione segreta (Secret Mission), regia di Harold French (1942)
- Undercover, regia di Sergei Nolbandov (1943)
- Dear Octopus, regia di Harold French (1943)
- English Without Tears, regia di Harold French (1944)
- Incontro a Piccadilly (Piccadilly Incident), regia di Herbert Wilcox (1946)
- Carnevale (Carnival), regia di Stanley Haynes (1946)
- Le vie del destino (The Courtneys of Curzon Street), regia di Herbert Wilcox (1947)
- Un marito ideale (An Ideal Husband), regia di Alexander Korda (1947)
- L'impareggiabile Richard (Spring in Park Lane), regia di Herbert Wilcox (1948)
- Il paradiso delle donne (Maytime in Mayfair), regia di Herbert Wilcox (1948)
- Il peccato di Lady Considine (Under Capricorn), regia di Alfred Hitchcock (1949)
- Paura in palcoscenico (Stage Fright), regia di Alfred Hitchcock (1950)
- Into the Blue, regia di Herbert Wilcox (1950)
- L'avventuriera (The Law and the Lady), regia di Edwin H. Knopf (1951)
- The Lady with the Lamp, regia di Herbert Wilcox (1951)
- Derby Day, regia di Herbert Wilcox (1952)
- Ritorna il terzo uomo (Trent's Last Case), regia di Herbert Wilcox (1952)
- La maschera e il cuore (The Torch Song), regia di Charles Walters (1953)
- Sinuhe l'egiziano (The Egyptian), regia di Michael Curtiz (1954)
- La scarpetta di vetro (The Glass Slipper), regia di Charles Walters (1955)
- Duello di spie (The Scarlet Coat), regia di John Sturges (1955)
- Zarak Khan (Zarak), regia di Terence Young (1956)
- Hello London, regia di Sid Smith (1958)
- Danger Within, regia di Don Chaffey (1959)
- Il mondo di Suzie Wong (The World of Suzie Wong), regia di Richard Quine (1960)
- Il dubbio (The Naked Edge), regia di Michael Anderson (1961)
- I due nemici (The Best of Enemies), regia di Guy Hamilton (1961)
- Una ragazza chiamata Tamiko (A Girl Named Tamiko), regia di John Sturges (1962)
- Rose rosse per il führer, regia di Fernando Di Leo (1968)
- L'onda lunga (The Sweet Ride), regia di Harvey Hart (1968)
- Waterloo, regia di Sergei Bondarchuk (1970)
- Peccato d'amore (Lady Caroline Lamb), regia di Robert Bolt (1972)

### Televisione
- Screen Directors Playhouse – serie TV, episodio 1x31 (1956)
- The 20th Century-Fox Hour – serie TV, episodi 1x01-2x02 (1955-1956)
- On Trial – serie TV, 1 episodio (1957)
- Climax! – serie TV, 2 episodi (1958)
- Target – serie TV, episodio 1x28 (1958)
- Lux Playhouse – serie TV, 1 episodio (1959)
- Playhouse 90 – serie TV, 2 episodi (1958-1959)
- Saints and Sinners – serie TV, 1 episodio (1962)
- L'ora di Hitchcock (The Alfred Hitchcock Hour) – serie TV, episodio 1x28 (1963)
- La legge di Burke (Burke's Law) – serie TV, episodio 1x07 (1963)
- Agenzia U.N.C.L.E. (The Girl from U.N.C.L.E.) – serie TV, episodio 1x11 (1966)
- Polvere di stelle (Bob Hope Presents the Chrysler Theatre) – serie TV, 1 episodio (1966)
- Mannix – serie TV, 1 episodio (1968)
- Frankenstein – Una storia vera (Frankenstein: The True Story), regia di Jack Smight – miniserie TV (1973)

## Doppiatori italiani
- Stefano Sibaldi in Duello di spie, Paura in palcoscenico, Il peccato di Lady Considine, L'avventuriera (Nigel Duxbury), La maschera e il cuore, Sinuhe l'egiziano, La scarpetta di vetro, Zarak Khan, Waterloo
- Adolfo Geri in L'avventuriera (Lord Minden)
- Nando Gazzolo in Il mondo di Suzie Wong
- Giuseppe Rinaldi in Il dubbio
- Mario Feliciani in Rose rosse per il führer
- Manlio De Angelis in Il peccato di Lady Considine (ridoppiaggio)
- Cesare Barbetti in Paura in palcoscenico (ridoppiaggio)